# (684) Hildburg
(684) Hildburg ist ein Asteroid des Hauptgürtels, der am 8. August 1909 vom deutschen Astronomen August Kopff in Heidelberg entdeckt wurde. 
Die Herkunft des Namens ist unbekannt.